# عائلة ماسك
عائلة آل ماسك هي عائلة معروفة في الولايات المتحدة من أصل جنوب أفريقي وكندي. العائلة، التي ينتمي إليها رجل الأعمال المعروف إيلون ماسك، بارزة في مجال الترفيه وادارة الأعمال. تعود أصول عائلة آل ماسك إلى إنجلترا حيث تم تبني اللقب من قبل أسلاف إيلون في القرن السادس عشر، قبل أن يهاجر أحد أفراد الأسرة إلى جنوب إفريقيا للاستقرار الدائم.[بحاجة لمصدر]

## ابزر أعضاء العائلة
- إيلون ماسك (مواليد 1971)، رجل أعمال وقطب أعمال اشتهر بعمله في شركة سبيس إكس وشركة تسلا موتورز، وهو حاليًا أغنى رجل في العالم لعام 2021 بحسب مجلة التايم وشخصية العام.[3]
- إيرول ماسك (مواليد 1946)، مهندس كهروميكانيكي جنوب أفريقي، طيار، بحار، مستشار، ومطور عقارات كان ذات يوم مالكًا نصف لمنجم الزمرد الزامبي بالقرب من بحيرة تنجانيقا؛ [4] يعيش حاليا في بريتوريا بجنوب إفريقيا مع عائلته من زوجته الثانية؛ والد إيلون ماسك.[5]
- جوستين ماسك (مواليد 1972)، مؤلفة وكاتبة كندية وزوجة سابقة لإيلون ماسك.[6]
- كيمبال ماسك (مواليد 1972)، رجل أعمال، وفاعل خير، وصاحب مطعم؛ الذي أسس مع شقيقه إيلون ماسك شركة زيب 2 عام 1998 وباعها لاحقًا لشركة كومباك مقابل 307 مليون دولار؛ وهو المؤسس المشارك ورئيس مجلس إدارة بيغ غرين [الإنجليزية].[7]
- ماي مسك (مواليد 1948)، والدة إيلون ماسك عارضة أزياء وأخصائية تغذية لأكثر من 50 عامًا، ظهرت على أغلفة المجلات، بما في ذلك إصدار مجلة تايم للصحة، ويوم المرأة.[8]
- توسكا مسك (مواليد 1974)، صانعة أفلام وأخت إيلون ماسك؛ هي المؤسس المشارك لـشركة باسيون فليكس [الإنجليزية] OTT، وهي شركة إنتاج ومنصة بث ترفيهي.[9]
- ليندون ريف (مواليد 1977)، رجل أعمال شارك في تأسيس شركة سولار سيتي وشغل منصب الرئيس التنفيذي لها حتى عام 2017 ؛ ابن عم إيلون من خلال والدته كاي ريف كونه توأم ماي.[10]

## الصور

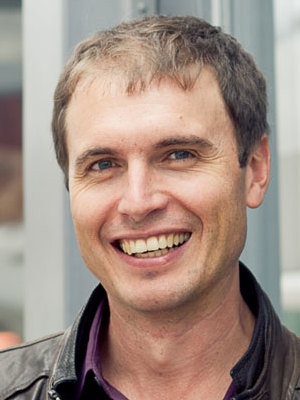
كيمبال ماسك
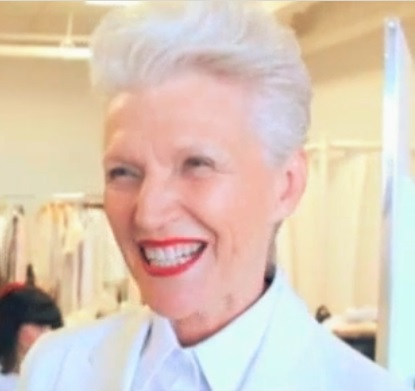
ماي ماسك
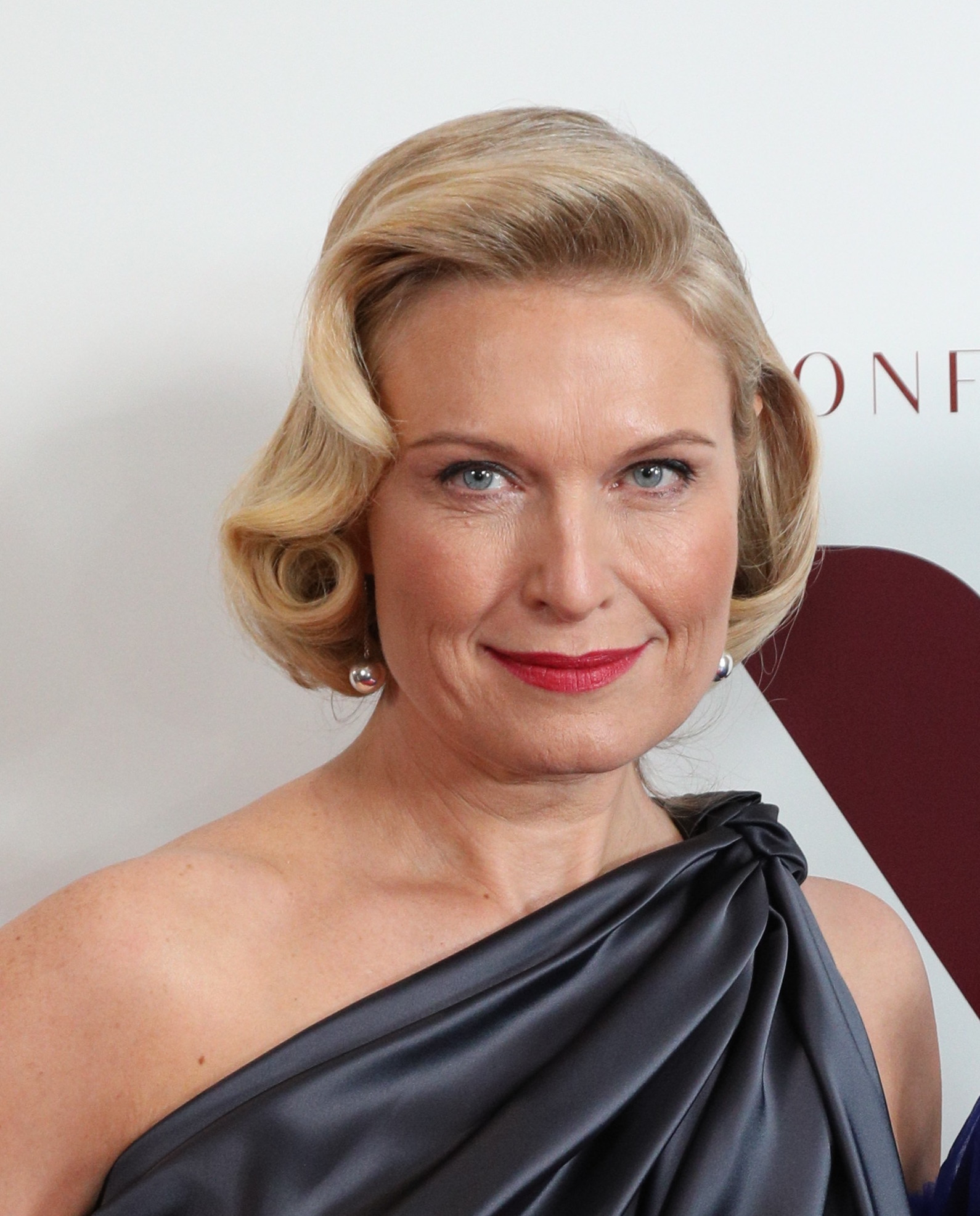
توسكا ماسك